# 3. bataljon (Slovensko domobranstvo)
3. bataljon je bil bataljon, ki je deloval v sestavi Slovenskega domobranstva med drugo svetovno vojno.

## Zgodovina
Bataljon je bil ustanovljen oktobra 1943 in decembra 1943 razpuščen. Zagotavljal je garnizijsko službo za Novo mesto in okolico.

## Poveljstvo
Poveljniki
- stotnik Vuk Rupnik